# Айреник
Айреник (арм. Հայրենիք, в переводе «вотчина») — основной вид права собственности в средневековой Армении.
Согласно судебнику Мхитара Гоша, верховным собственником всех земель являлся царь; в основе этого установления лежал тот факт, что, что так обстояло в Армении со времён Аршакидов и «так должно было продолжаться впредь». В судебнике признавались возможными субъектами права собственности и другие лица — светские и духовные. Таким образом, айреник был первым и основным видом права собственности и добывался «мечом» или «куплей». Принадлежавшие церкви и монастырям земли также считались вотчинной собственностью. Термин означал не только землевладение, например, поместье, сад, поле, но и вообще любую находившуюся в чьей-либо собственности недвижимость — дом, мельницу, оросительную сеть и т.п..